# Procureur général associé des États-Unis
Le procureur général associé des États-Unis (United States Associate Attorney General) au troisième rang de la hiérarchie du département de la Justice (DoJ), après le procureur général adjoint (Deputy Attorney General) et juste avant l'avocat général (Solicitor General).
Le poste est relativement récent puisqu'il a été créé en 1977.

## Liste des procureurs généraux associés depuis 1977
| Nom                              | Années de fonction |
| -------------------------------- | ------------------ |
| Michael J. Egan                  | 1977 – 1979        |
| John H. Shenefield               | 1979 – 1981        |
| Rudolph W. Giuliani              | 1981 – 1983        |
| D. Lowell Jensen                 | 1983 – 1985        |
| Arnold I. Burns                  | 1985 – 1986        |
| Stephen S. Trott                 | 1986 – 1988        |
| Frank Keating                    | 1988 – 1990        |
| vacant                           | 1990 – 1992        |
| Wayne Budd                       | 1992 – 1993        |
| Webster Hubbell                  | 1993 – 1994        |
| John R. Schmidt                  | 1994 – 1997        |
| Raymond C. Fisher                | 1997 – 1999        |
| Daniel Marcus                    | 1999 – 2001        |
| Jay B. Stephens                  | 2001 – 2002        |
| Peter D. Keisler                 | 2002 – 2003        |
| Robert McCallum, Jr.             | 2003 – 2006        |
| William W. Mercer                | 2006 – 2007        |
| Kevin J. O'Connor                | 2008 – 2009        |
| Thomas J. Perrelli               | 2009 - 2012        |
| Tony West                        | 2012 - 2017        |
| Rachel Brand                     | 2017 - 2018        |
| Jesse Panuccio (intérim)         | 2018 - 2019        |
| Claire McCusker Murray (intérim) | 2019 - 2021        |
| Matthew Colangelo (intérim)      | 2021               |
| Vanita Gupta                     | 2021-2024          |
| Benjamin C. Mizer (intérim)      | 2024 - 2025        |

## Culture populaire
- Dans les deux derniers épisode de la quatrième saison de NCIS : Nouvelle-Orléans, Doug Savant joue le rôle du procureur général associé des États-Unis Eric Barlow.